# Joseph Pardee
Joseph Thomas Pardee (Salt Lake City, 30 mei 1871 - Philipsburg, 2 maart 1960) was een Amerikaanse geoloog die voor de U.S. Geological Survey werkte en bijdroeg aan het begrip van de oorsprong van de Channeled Scablands. Hij ontdekte het spoor van bewijsmateriaal achtergelaten door Glacial Lake Missoula, een meer gecreëerd door een ijsdam van 37 km breed en 0,8 km hoog tijdens de meest recente ijstijd. Hij ontdekte dat toen de dam brak, het water naar de Scablands stroomde, wat de theorie van J. Harlen Bretz over de cataclysmische overstromingen ondersteunde.